# Aeroporto Municipal da Cidade de Nebraska
O Aeroporto Municipal da Cidade de Nebraska (ICAO: KAFK, FAA LID: AFK) está a quatro milhas ao sul da Cidade de Nebraska, no condado de Otoe , Nebraska.
O aeroporto foi construído como um substituto para o Grundman Field e inaugurado em 1994. Localizado dentro dos limites da cidade, o Grundman Field não podia alongar a pista para permitir jatos executivos. Em 1974, quando o então prefeito A. O. Gigstard criou a autoridade aeroportuária para construir o Município da Cidade de Nebraska, os eleitores o chamaram de volta e foram destituídos do cargo. Ele retornou como prefeito em 1980 como um candidato escrito. Mais tarde, o novo aeroporto foi aprovado pelos eleitores como uma medida de ligação.
A maioria dos aeroportos dos EUA usa o mesmo identificador de localização de três letras para a FAA e a IATA, mas o Nebraska City Municipal é AFK para a FAA e não possui código IATA.

## Instalações
O aeroporto cobre 215 acres (87 ha) e tem duas pistas: 15/33 é um concreto de 1372 x 23 m e 5/23 é de 2.550 x 150 pés (777 x 46 m). No ano que terminou em 7 de julho de 2005, o aeroporto tinha 5.300 operações de aeronaves, uma média de 14 por dia: 93% de aviação geral e 7% de militares.